# Meteorus angustifacies
Meteorus angustifacies är en stekelart som beskrevs av Sergey A. Belokobylskij 1987. Meteorus angustifacies ingår i släktet Meteorus och familjen bracksteklar. Inga underarter finns listade i Catalogue of Life.